# Cicurina jiangyongensis
Espèce
Cicurina jiangyongensis est une espèce d'araignées aranéomorphes de la famille des Cicurinidae.

## Distribution
Cette espèce est endémique du Hunan en Chine,. Elle se rencontre dans le xian de Jiangyong.

## Description
La femelle holotype mesure 7,4 mm.

## Systématique et taxinomie
Cette espèce a été décrite par Peng, Gong et Kim en 1996.

## Étymologie
Son nom d'espèce, composé de jiangyong et du suffixe latin -ensis, « qui vit dans, qui habite », lui a été donné en référence au lieu de sa découverte, le xian de Jiangyong.

## Publication originale
- Peng, Gong & Kim, 1996 : « Five new species of the family Agelenidae (Arachnida, Araneae) from China. » Korean Arachnology, vol. 12, no 2, p. 17-26.